# Vatikanets økonomi
Vatikanets økonomi bliver støttet ved salg af frimærker, mønter, medaljer og turistsouvenirs samt gebyrer på adgang til museer og indtægter fra salg af publikationer. Vatikanstaten havde 4.822 ansåtte i 2016.
Vatikanet udskriver sine egne mønter og frimærke. Landet har anvendt euroen, ligesom Italien der omkranser byen, siden 1. januar 1999, efter en særlig aftale med EU. Euromønter og sedler blev introduceret d. 1. januar 2002 - vatikanet printer ikke selv eurosedler. Udstedelse af euromønter er strengt begrænset af traktaten, men der må dog udstedes flere end normalt de år, hvor der bliver skiftet pave. Grundet deres sjældenhed er vatikanske euromønter eftertragtede blandt samlere.